# Nemzet (napilap)
A Nemzet kormánypárti politikai hírlap volt Magyarországon 1882. szeptember 1. és 1899. szeptember 30. között. A Hon és az Ellenőr egyesüléséből keletkezett. Amikor Jókai Mór az 1880-as években visszavonult, sorra lemondott lapjai szerkesztéséről, csak a Nemzetnek, majd megszűnése után utódjának, a Magyar Nemzetnek maradt névleg a  főszerkesztője a haláláig.

## Története
A Hon és az Ellenőr egyesülésével létrejött a Szabadelvű Párt újabb politikai hírlapja. Az alapító főszerkesztő Jókai mellett Láng Lajos báró volt a felelős szerkesztő. A lapnak naponta két (reggeli és esti) kiadása volt 1897. október 16-áig; ezután már csak naponta egyszer jelent meg.

## További felelős szerkesztői
- Visi Imre
- Hegedűs S.,
- Gajári Ödön
- Adorján Sándor

## Lásd még
- Jókai Mór
- Magyar időszaki lapok a 19. században